# Mihrdat III d'Ibérie
Pour les articles homonymes, voir Mithridate.
Mithridate ou Mihrdat III d’Ibérie (en géorgien : მირდატ III) est un roi d’Ibérie (365-380) et un diarche (370-378) de la dynastie des Chosroïdes.

## Biographie
Selon la Chronique géorgienne  qui lui attribue un règne de 15 ans, Mihrdat III succède à son père Varaz-Bakour Ier, identifié par Cyrille Toumanoff avec l'« Aspacoures » de l’historien romain contemporain Ammien Marcellin.
Lors du rétablissement de Sauromace II d'Ibérie par les troupes de l’empereur Valens, il propose un partage de l’Ibérie à son « cousin » et rival en précisant qu’il ne peut pas abandonner le parti des Perses car son fils « Ultra » est otage à la cour du Grand-Roi. Rome accepte le partage de l’Ibérie entre les deux rois qui gouvernent comme diarches.
Le retrait des troupes romaines et la mort de Valens en Europe, en combattant les Goths en 378, le laisse seul souverain vassal des Sassanides.